# Armando Marques (Sportschütze)
Armando da Silva Marques (* 1. Mai 1937 in Carnaxide) ist ein ehemaliger portugiesischer Sportschütze.

## Erfolge
Armando Marques, der für Sporting Lissabon aktiv war, nahm an drei Olympischen Spielen teil. 1964 belegte er in Tokio den 18. Platz und schloss die Spiele 1972 in München auf dem 19. Rang ab. Bei den Olympischen Spielen 1976 in Montreal erzielte er 189 Treffer und war damit punktgleich mit Ubaldesco Baldi hinter Donald Haldeman auf dem zweiten Platz. Ein Stechen entschied über den Gewinner der Silbermedaille: Marques traf alle 25 Ziele, während Baldi zwei Ziele verfehlte, und erhielt so Silber. Im Jahr darauf wurde er bei den Weltmeisterschaften in Antibes Vizeweltmeister. Ende 1977 wurde er mit dem Ritterkreuz des Ordens des Infanten Dom Henrique ausgezeichnet.